# Ґленніс Ґрейс
Ґленда Хуліта Елізабет Батта (нар. 19 червня 1978, Амстердам, Нідерланди), більш відома під іменем Ґленніс Ґрейс — нідерландська співачка з Амстердама. У 2005 році Грейс представляла Нідерланди в 50-му конкурсі Євробачення, а в 2018 році вона вийшла в 13-му сезоні America's Got Talent і вийшла у фінал. Ґрейс отримала увагу в Інтернеті через схожість її голосу з голосом Вітні Г'юстон .

## Життя та кар'єра
Ґленніс Ґрейс народилася 1978 року в Амстердамі у матері голландки та батька з Кюрасао. Вона стала відомою у 15річному віці після того, як вона виграла голландське шоу талантів у 1994 році під назвою Soundmixshow, де виконала пісню Вітні Г'юстон «One Moment in Time».

### Конкурс пісні Євробачення
У 2005 році Ґрейс прийняла пропозицію взяти участь у Національному пісенному фестивалі, національному відборі в Нідерландах на Євробачення 2005. Ґрейс виконала баладу «My Impossible Dream» («Моя нездійсненна мрія») і виграла фінал з цією піснею. Потім вона представляла Нідерланди в Києві, де проводилося 50-тий ювілейний конкурс Євробачення. У Києві Ґрейс не пройшла до півфіналу.
У квітні 2011 року вона потрапила на вершину голландського чарту синглів, виконавши «Afscheid», хіт групи Volumia 1998 року, яку вона заспівала в нідерландській телевізійній програмі Beste Zangers.
У 2012 році Ґрейс була одним із засновників нідерландського супергурту імені пані Душі, разом з іншими співаками Канді Дулфер, Бергерт Льюїс, Едсилії Ромблі і Трентье Остергейс. Остергейс залишив гурт у 2017 році. Ґленніс Ґрейс мала виступити на Євробаченні-2020 у Роттердамі, Нідерланди, разом з ді-джеєм та музичним продюсером Afrojack, хоча ця подія була скасована через пандемію COVID-19.
Ї виступ відбудеться 22 травня 2021 року під час фіналу Євробачення-2020.

### Америка має талант
Ґленніс Ґрейс з'явилася в 13-му сезоні Америки отримала талант у 2018 році. Під час прослуховування, 27 червня, Ґрейс заспівала пісню Вітні Г'юстон « Run to You». Ґрейс отримала голоси «так» від усіх чотирьох суддів і перейшла до наступного туру, де вона виконала "Nothing Compares 2 U / Нічого не порівняти 2 U " від Прінса. Вона отримала схвальні відгуки суддів і увійшла до чвертьфіналу. У чвертьфіналі Ґрейс заспівала " Never Enough " із фільму The Greatest Showman, що допомогло вийти до півфіналу. У другому півфіналі вона виконала пісню Кейт Буш "This Woman's Work ". Так вона взяла участь у фіналі разом з дев'ятьма іншими фіналістами. У фіналі вона заспівала пісню Run Snow Patrol і отримала бурхливі овації суддів та глядачів. Через день в окремому фінальному ефірі Ґрейс виконала пісню «Meant To Be» з американською співачкою Бібі Рекса. Публіка схвально прийняла виступ, і багато хто коментував, що Ґрейс співала пісні краще, ніж сама Рекса. Утім, Ґленніс не потрапила до п'ятірки найкращих фіналістів.

## Дискографія

### Студійні альбоми
| Рік      | Назва та подробиці                                                       | Місце | Місце |
| Рік      | Назва та подробиці                                                       | NED   | БЕЛ   |
| -------- | ------------------------------------------------------------------------ | ----- | ----- |
| 1996 рік | Real Emotions / Справжні емоції - Лейбл: Dureco - Формат: CD             | -     | -     |
| 2003 рік | Secrets of My Soul / Таємниці моєї душі - Лейбл: EMI - Формат: CD        | -     | -     |
| 2005 рік | My Impossible Dream / Мій неможливий сон - Лейбл: CNR Music - Формат: CD | 28    | -     |
| 2008 рік | Glennis (як: Glennis) - Лейбл: CNR Music - Формат: CD                    | 32    | -     |
| 2012 рік | This Is My Voice / Це мій голос - Лейбл: ШМ - Формат: CD                 | 2     | -     |
| 2014 рік | Cover Story / Історія обкладинки - Лейбл: ECM Music - Формат: CD, DD     | 38    | 3     |

### Прямий ефір
| Рік      | Назва та подробиці                                                                                        | Місце | Місце    | Сертифікати          |
| Рік      | Назва та подробиці                                                                                        | NED   | Фландрія | Сертифікати          |
| -------- | --- | ----- | -------- | -------------------- |
| 2011 рік | One Night Only / Лише одна ніч - Лейбл: CNR Music - Формат: CD                                            | 2     | -        | - NVPI : 2 × платина |
| 2012 рік | Live in de HMH - Лейбл: ШМ - Формат: DVD / CD                                                             | -     | -        |                      |
| 2013 рік | One Christmas Night Only / Лише одна Різдвяна ніч - Лейбл: ШМ - Формат: DVD / CD                          | 9     | -        |                      |
| 2015 рік | Bitterzoet (Live & Studio Sessions) - Лейбл: CTM - Формат: CD, DD                                         | 5     | 187      |                      |
| 2018 рік | Whitney: A Tribute від Glennis Grace (Live In Concert) - Лейбл: DEMP Entertainment - Формат: DVD / CD, DD | 13    | 131      |                      |

### Компіляція
| Рік      | Заголовок                                                                                 | Місце |
| Рік      | Заголовок                                                                                 | NED   |
| -------- | ----------------------------------------------------------------------------------------- | ----- |
| 2011 рік | One Moment in Time — Het Beste van Glennis Grace 1995—2010) - Лейбл: CNR - Формат: CD, DD | 26    |

### Розширені версії
| Рік      | Заголовок                                                                                | Місце |
| Рік      | Заголовок                                                                                | NED   |
| -------- | ---------------------------------------------------------------------------------------- | ----- |
| 2011 рік | Whitney — A Tribute від Glennis Gracy (Live in Rotterdam Ahoy) - Лейбл: LOS - Формат: DD |       |

### Пісні
| Рік      | Заголовок                                                         | Місце | Місце    | Сертифікати         |
| Рік      | Заголовок                                                         | NED   | Фландрія | Сертифікати         |
| -------- | ----------------------------------------------------------------- | ----- | -------- | ------------------- |
| 1994     | «I'm Gonna Be Strong» / "Я буду сильним "                         | 13    | -        |                     |
| 1995     | «Somewhere in Time» / «Десь у часі»                               | 46    | -        |                     |
| 1995     | «Always on My Mind» / «Завжди в моїх думках»                      | 43    | -        |                     |
| 1995     | «Here I Am» / «Я тут»                                             | -     | -        |                     |
| 1998 рік | «Goodbye» / «До побачення»                                        | -     | -        |                     |
| 2003     | «Absolutely Not» / «Абсолютно не»                                 | 68    | -        |                     |
| 2005     | «My Impossible Dream» / " Моя неможлива мрія "                    | 15    | -        |                     |
| 2005     | «Shake Up the Party»                                              | 33    | -        |                     |
| 2007     | «Hoe (as: Glennis)»                                               | 33    | -        |                     |
| 2008     | «Dansen Met Het Leven (as: Glennis)»                              | 40    | -        |                     |
| 2008     | «Als Je Slaapt (як: Glennis)»                                     | 9     | -        |                     |
| 2010     | «Als Je Mij Weer Aankijkt»                                        | 22    | -        |                     |
| 2011 рік | «Afscheid»                                                        | 1     | 59       | Нідерланди: Платина |
| 2011 рік | «Always» / " Завжди "                                             | 26    | -        |                     |
| 2012     | «Ik Ben Niet Van Jou»                                             | 27    | -        |                     |
| 2013     | Ondanks Alles / «Онданк Аллес»                                    | 35    | 122      |                     |
| 2013     | «What a Feeling» / " Яке почуття "                                | -     | -        |                     |
| 2014     | «Royals» / " Королівські особи "                                  | -     | 98       |                     |
| 2014     | «Zeg Maar Niets»                                                  | -     | 143      |                     |
| 2015     | «Some Things Last Forever»                                        | -     | -        |                     |
| 2015     | «Conqueror» / «Завойовник»                                        | -     | -        |                     |
| 2015     | «Too Much Love Will Kill You» / «Занадто багато любові вб'є тебе» | -     | -        |                     |
| 2018     | «Walk on Water» / «Прогулянка по воді»                            | -     | -        |                     |
| 2019     | «Ik wil neit Zonder Jou»                                          | -     | -        |                     |
| 2019     | «Empathy» / «Емпатія»                                             | -     | -        |                     |
| 2020     | «Varlangen Naar Jou» / «Варланген Наар Джоу»                      | -     | -        |                     |
| 2020     | «Ik Kijk Naar Jou»                                                | -     | -        |                     |
| 2020     | «Geen Traanr»                                                     | -     | -        |                     |

### Співпраця

#### Співпраця: Live
| Рік  | Заголовок                                  | Місце | Місце    |
| Рік  | Заголовок                                  | NED   | Фландрія |
| ---- | ------------------------------------------ | ----- | -------- |
| 2014 | Live у Ziggo Dome '14 (як: Ladies of Soul) | 2     | -        |
| 2015 | Live у Ziggo Dome '15 (як: Ladies of Soul) | 3     | 94       |
| 2016 | Live у Ziggo Dome '16 (як: Ladies of Soul) | 3     | 81       |
| 2017 | Live у Ziggo Dome '17 (як: Ladies of Soul) | 7     | 56       |
| 2018 | Live у Ziggo Dome '18 (як: Ladies of Soul) | 20    | 85       |

#### Співпраця: пісні
| Рік  | Заголовок                                                                                            | Місце | Місце    | Сертифікати        |
| Рік  | Заголовок                                                                                            | NED   | Фландрія | Сертифікати        |
| ---- | --- | ----- | -------- | ------------------ |
| 2002 | «Goodbye: A Love Triangle» / "До побачення: любовний трикутник (ft. Рене Фрогер та Сільвія Самсон) " | 74    | -        |                    |
| 2002 | "Wereldwijd Orkest (ft. Різні художники, Metropole Orkest і Vince Mendoza) "                         | 1     | -        |                    |
| 2011 | "Wil Je Niet Nog 1 Nacht (ft. Едвін Еверс) "                                                         | 3     | -        | Нідерланди: Золото |
| 2013 | «Koningslied (ft. Nationaal Comité Inhuldiging)»                                                     | 1     | 41       |                    |
| 2013 | "Als Het Ons Niets Zou Doen (ft. Джон Еубанк) "                                                      | 92    | -        |                    |
| 2013 | «I'll Carry You (as: Ladies Of Soul)»                                                                | 80    | -        |                    |
| 2014 | «Up Till Now (as: Ladies Of Soul)»                                                                   | -     | -        |                    |
| 2015 | «Feel Good (as: Ladies Of Soul)»                                                                     | -     | -        |                    |
| 2016 | «Higher (as: Ladies Of Soul)»                                                                        | -     | -        |                    |
| 2017 | «Count Me In (as: Ladies Of Soul)»                                                                   | -     | -        |                    |
| 2018 | «Glad IJs (ft: Broederliefde)»                                                                       | 58    | -        |                    |